# Banco Hipotecario de la Vivienda
El Banco Hipotecario de la Vivienda (BANHVI) es un banco estatal costarricense, junto con el Ministerio de Vivienda y Asentamientos Humanos y el Instituto Nacional de Vivienda y Urbanismo constituye el "triángulo" gubernamental que dota de vivienda digna a los ciudadanos costarricenses.

## Historia
Sus antecedentos fueron el Departamento de Habitación de la Caja Costarricense del Seguro Social (en 1945) y la Junta Nacional de Habitación. En 1954 se forma el Instituto Nacional de Vivienda y Urbanismo (INVU) para garantizar acceso a vivienda familias en riesgo social. En 1969 se creó el Departamento Central de Ahorro y Préstamo (DECAP) del Banco Crédito Agrícola de Cartago canalizando recursos financieros y humanos para hacerle frente al problema de vivienda. Luego aparece el Instituto Mixto de Ayuda Social (IMAS), la Fundación Costa Rica-Canadá y mutuales privadas.
Para organizar al sector vivienda se creó el banco el 13 de noviembre de 1986 mediante la Ley 7052 del Sistema Financiero Nacional para la Vivienda del cual es ente rector y su presidente es el ministro de Vivienda.